# Miturga fagei
Miturga fagei är en spindelart som beskrevs av Gábor von Kolosváry 1934. Miturga fagei ingår i släktet Miturga och familjen sporrspindlar. Inga underarter finns listade i Catalogue of Life.